# Чевгун, Пётр Дмитриевич
Пётр Дмитриевич Чевгун (2 июня 1926, Киев — 4 июня 1999) — советский легкоатлет, многократный чемпион и рекордсмен СССР в беге на 400, 800 метров и в эстафете; рекордсмен мира в эстафете 4×800 метров.

## Биография

### Соревнования
На Играх в Хельсинки Пётр Чевгун участвовал в беге на 800 метров.

#### Чемпионаты СССР
| Год  | Дистанция | Результат  | Дата                  | Город     | Место |
| ---- | --------- | ---------- | --------------------- | --------- | ----- |
| 1948 | 400 м     | 50,0       | 23—25 сентября        | Харьков   | II    |
| 1949 | 400 м     | 48,9       | 3—9 сентября          | Москва    | I     |
| 1949 | 800 м     | 1.52,1     | 3—9 сентября          | Москва    | I     |
| 1949 | 4х400 м   | 3.16,4 NR* | 9 сентября            | Москва    | I     |
| 1950 | 800 м     | 1.51,7     | 17—23 сентября        | Киев      | I     |
| 1950 | 4х400 м   | 3.16,6     | 17—23 сентября        | Киев      | I     |
| 1951 | 800 м     | 1.51,5     | 26 августа—1 сентября | Минск     | I     |
| 1951 | 4х400 м   | 3.17,4     | 26 августа—1 сентября | Минск     | III   |
| 1952 | 800 м     | 1.50,4 NR* | 25 августа            | Ленинград | I     |
| 1952 | 4х400 м   | 3.19,2     | 24—30 августа         | Ленинград | II    |
| 1953 | 800 м     | 1.51,4     | 23—25 августа         | Москва    | III   |